# Larche, Corrèze
Larche este o comună în departamentul Corrèze din centrul Franței. În 2009 avea o populație de 1.630 de locuitori.

## Evoluția populației
| An        | 1975 | 1982  | 1990  | 1999  | 2006  | 2009  |
| --------- | ---- | ----- | ----- | ----- | ----- | ----- |
| Populație | 918  | 1.155 | 1.322 | 1.418 | 1.649 | 1.630 |